# 아이작 코피
아이작 코피(영어: Isaac Cofie, 1991년 9월 20일, 아크라 ~ )는 가나의 축구 선수로, 현재 쉬페르리그의 시바스스포르에서 뛰고 있다.